# Ekremokarp
Ekremokarp (Eccremocarpus) je rod rostlin z čeledi trubačovité (Bignoniaceae). Zahrnuje 3 druhy lián s několikanásobně zpeřenými listy a nápadnými trubkovitými květy. Vyskytují se v jihoamerických Andách. Druh Eccremocarpus scaber je pěstován jako okrasná liána se zajímavými květy.

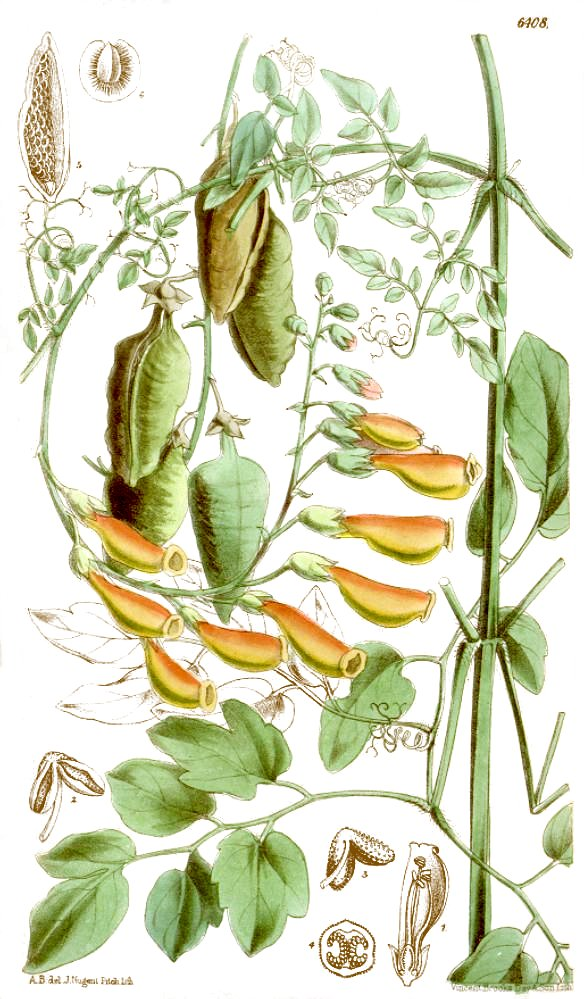
Eccremocarpus scaber na kresbě z roku 1879

## Popis
Ekremokarpy jsou polodřevnaté liány s úponky. Listy jsou vstřícné, 2x až 3x zpeřené. Na vrcholu listu je větvený úponek. Květy jsou uspořádané v chudokvětých hroznech. Kalich je zvonkovitý, pěticípý, často nápadný a červeně nebo oranžově zbarvený. Koruna je nápadná, trubkovitá, lehce prohnutá až džbánkovitá, zakončená drobnými laloky. Tyčinek je 4 nebo 5. Semeník obsahuje jedinou komůrku s mnoha vajíčky. Plodem je vejcovitá až elipsoidní tobolka (plod) s vytrvalým kalichem a mnoha semeny. Semena jsou téměř okrouhlá, plochá, s tenkým okrouhlým křídlem.

## Rozšíření
Rod ekremokarp zahrnuje 3 druhy. Je rozšířen v jihoamerických Andách. Druh Eccremocarpus viridis se vyskytuje v Kolumbii, Ekvádoru a Peru v nadmořských výškách nejčastěji od 2700 do 3600 metrů. Eccremocarpus scaber se vyskytuje v Chile a jižní Argentině, kde roste v rozpětí 1000 až 1800, řidčeji od 300 až do 3000 metrů nad mořem. Eccremocarpus huainaccapac je endemit Peru, rostoucí v nadm. výškách 3100 až 4100 metrů.

## Ekologické interakce
Trubkovité květy Eccremocarpus scaber jsou opylovány kolibříky, zejména kolibříkem velkým (Patagona gigas).

## Taxonomie
Rod Eccremocarpus je spolu s dalším malým andským rodem, Tourrettia, řazen do tribu Tourrettieae. Tonto tribus tvoří jednu z bazálních větví celé čeledi trubačovité.
V revizi rodu Eccremocarpus z roku 1997 byl počet druhů zredukován na 3. Do té doby rozlišované druhy E. lobbianus, E. longiflorus, E. viridis a E. vargasianus byly sloučeny do jednoho variabilního druhu, E. viridis.

## Význam
Druh Eccremocarpus scaber je pěstován jako okrasná liána. Je to bujná rostlina, kvetoucí již v prvním roce po výsevu. V České republice se prodávají semena, druh je však vzácně k vidění i ve sbírkách botanických zahrad. Udávaná zóna odolnosti je 8-11, je tedy zimovzdorný do -12 °C.